# Gilmer (Texas)
La ville américaine de Gilmer est le siège du comté d’Upshur, dans l'État du Texas aux États-Unis. Elle comptait 4 905 habitants lors du recensement de 2010.

## Source
- (en) Cet article est partiellement ou en totalité issu de l’article de Wikipédia en anglais intitulé « Gilmer, Texas » (voir la liste des auteurs).